# Giro d’Italia 2014
Der 97. Giro d’Italia fand vom 9. Mai bis 1. Juni 2014 statt. Die Rundfahrt startete in Belfast (Nordirland) mit einem Mannschaftszeitfahren. Drei Tage darauf fand der erste von drei Ruhetagen statt. Während des ersten Ruhetages verlief der Transfer von Irland nach Italien. Das Rennen endete nach 21 Etappen in Triest. Die Gesamtlänge betrug 3.445,4 Kilometer. Sieger wurde der Kolumbianer Nairo Quintana.

## Teilnehmer

### Überblick
Startberechtigt waren die 18 ProTeams. Zusätzlich vergab der Veranstalter RCS Sport Wildcards an vier Professional Continental Teams. Diese erhielten dieselben Teams wie im Jahr zuvor. Vini Fantini-Selle Italia ging in dieser Saison unter dem Namen Neri Sottoli an den Start. Jedes Team nahm mit neun Fahrern am Rennen teil, somit umfasste das Fahrerfeld 198 Fahrer. Aus Deutschland gingen sieben, aus der Schweiz drei und aus Österreich zwei Fahrer an den Start.
| ProTeams AG2R La Mondiale (ALM) Astana Pro Team (AST) Belkin-Pro Cycling Team (BEL) BMC Racing Team (BMC) Cannondale (CAN) Team Europcar (EUC) | FDJ.fr (FDJ) Team Giant-Shimano (GIA) Garmin Sharp (GRS) Team Katusha (KAT) Lampre-Merida (LAM) Lotto Belisol (LTB) | Movistar Team (MOV) Orica GreenEdge (OGE) Omega Pharma-Quick Step (OPQ) Team Sky (SKY) Tinkoff-Saxo (TCS) Trek Factory Racing (TFR) |
| Professional Continental Teams Androni Giocattoli-Venezuela (AND) Bardiani CSF (BAR)                                                           | Colombia (COL) Neri Sottoli (NRI)                                                                                   | |

### Favoriten
Vorjahressieger Vincenzo Nibali hatte seinen Titel nicht verteidigen können, da er dieses Jahr bei der Tour de France 2014 an den Start gehen wird. Die größten beiden Favoriten um den Gesamtsieg waren im Vorfeld der zweite der letztjährigen Tour de France 2013, der Kolumbianer Nairo Quintana (MOV) und der Spanier Joaquim Rodríguez (TFR) der 2012 den Girosieg um 16 Sekunden verpasst hatte. Weitere Anwärter um einen Platz auf dem Podest waren Domenico Pozzovivo (ALM), der Zweitplatzierte des vergangenen Jahres, Rigoberto Urán (OPQ), der Sieger der Tour de France 2011, Cadel Evans (BMC) und Przemysław Niemiec (LAM). Für die Top Ten kamen Michele Scarponi (AST), Ivan Basso (CAN), Robert Kišerlovski (TFR), Wilco Kelderman (BEL), Daniel Martin (GRS), Nicolas Roche und Rafał Majka (beide (TCS)) in Frage.
Größter Favorit um Etappensiege im Massensprint war Marcel Kittel (GIA), der im vergangenen Jahr vier Tour-de-France-Etappen für sich entscheiden konnte. Seine größten Konkurrenten waren die Italiener Alessandro Petacchi (OPQ) und Elia Viviani (CAN) sowie Nacer Bouhanni (FDJ) aus Frankreich und Michael Matthews (OGE) aus Australien. Mark Cavendish (OPQ) und André Greipel (LTB) hatten ursprünglich einen Start geplant, aber beide waren aufgrund von Verletzungen nicht in Top-Form.

## Etappenübersicht
| Etappe | Datum       | Strecke                              | Typ                 | km   | Etappensieger          | Maglia Rosa            |
| ------ | ----------- | ------------------------------------ | ------------------- | ---- | ---------------------- | ---------------------- |
| 1.     | Fr, 9. Mai  | Belfast – Belfast MZF                |                     | 22   | Orica GreenEdge        | Svein Tuft (OGE)       |
| 2.     | Sa, 10. Mai | Belfast – Belfast                    | Flachetappe         | 219  | Marcel Kittel (GIA)    | Michael Matthews (OGE) |
| 3.     | So, 11. Mai | Armagh – Dublin                      | Flachetappe         | 187  | Marcel Kittel (GIA)    | Michael Matthews (OGE) |
| R      | Mo, 12. Mai | 1. Ruhetag                           | Ruhetag             |      |                        | Michael Matthews (OGE) |
| 4.     | Di, 13. Mai | Giovinazzo – Bari                    | Flachetappe         | 113  | Nacer Bouhanni (FDJ)   | Michael Matthews (OGE) |
| 5.     | Mi, 14. Mai | Taranto – Viggiano                   | Mittelgebirgsetappe | 203  | Diego Ulissi (LAM)     | Michael Matthews (OGE) |
| 6.     | Do, 15. Mai | Sassano – Montecassino               | Mittelgebirgsetappe | 247  | Michael Matthews (OGE) | Michael Matthews (OGE) |
| 7.     | Fr, 16. Mai | Frosinone – Foligno                  | Hügelige Etappe     | 211  | Nacer Bouhanni (FDJ)   | Michael Matthews (OGE) |
| 8.     | Sa, 17. Mai | Foligno – Montecopiolo               | Hochgebirgsetappe   | 179  | Diego Ulissi (LAM)     | Cadel Evans (BMC)      |
| 9.     | So, 18. Mai | Lugo – Sestola                       | Mittelgebirgsetappe | 172  | Pieter Weening (OGE)   | Cadel Evans (BMC)      |
| R      | Mo, 19. Mai | 2. Ruhetag                           | Ruhetag             |      |                        | Cadel Evans (BMC)      |
| 10.    | Di, 20. Mai | Modena – Salsomaggiore               | Flachetappe         | 184  | Nacer Bouhanni (FDJ)   | Cadel Evans (BMC)      |
| 11.    | Mi, 21. Mai | Collecchio – Savona                  | Mittelgebirgsetappe | 249  | Michael Rogers (TCS)   | Cadel Evans (BMC)      |
| 12.    | Do, 22. Mai | Barbaresco – Barolo EZF              | Einzelzeitfahren    | 46,4 | Rigoberto Urán (OPQ)   | Rigoberto Urán (OPQ)   |
| 13.    | Fr, 23. Mai | Fossano – Rivarolo Canavese          | Flachetappe         | 158  | Marco Canola (BAR)     | Rigoberto Urán (OPQ)   |
| 14.    | Sa, 24. Mai | Agliè – Oropa                        | Hochgebirgsetappe   | 162  | Enrico Battaglin (BAR) | Rigoberto Urán (OPQ)   |
| 15.    | So, 25. Mai | Valdengo – Montecampione             | Hochgebirgsetappe   | 217  | Fabio Aru (AST)        | Rigoberto Urán (OPQ)   |
| R      | Mo, 26. Mai | 3. Ruhetag                           | Ruhetag             |      |                        | Rigoberto Urán (OPQ)   |
| 16.    | Di, 27. Mai | Ponte di Legno – Val Martello        | Hochgebirgsetappe   | 139  | Nairo Quintana (MOV)   | Nairo Quintana (MOV)   |
| 17.    | Mi, 28. Mai | Sarnonico – Vicenza                  | Hügelige Etappe     | 204  | Stefano Pirazzi (BAR)  | Nairo Quintana (MOV)   |
| 18.    | Do 29. Mai  | Belluno – Rif. Panarotta             | Hochgebirgsetappe   | 171  | Julián Arredondo (TFR) | Nairo Quintana (MOV)   |
| 19.    | Fr, 30. Mai | Bassano del Grappa – Cima Grappa BZF |                     | 26,8 | Nairo Quintana (MOV)   | Nairo Quintana (MOV)   |
| 20.    | Sa, 31. Mai | Maniago – Monte Zoncolan             | Hochgebirgsetappe   | 167  | Michael Rogers (TCS)   | Nairo Quintana (MOV)   |
| 21.    | So, 1. Juni | Gemona – Triest                      | Flachetappe         | 169  | Luka Mezgec (GIA)      | Nairo Quintana (MOV)   |

## Reglement
Im Vergleich zum Vorjahr wurden das Reglement verändert.
- Der Führende der Gesamtwertung trägt das Maglia Rosa. Die Reihenfolge der Wertung ergibt sich aus den Zeitabständen zwischen den einzelnen Fahrern nach jeder Etappe. Zusätzlich gibt es im Ziel einer jeden Etappe, außer den Zeitfahren, Zeitgutschriften in Höhe von 10, 6 und 4 Sekunden für die ersten drei Fahrer. Bei den Zwischensprints erhalten die ersten drei Fahrer einen Bonus von 3, 2 und 1 Sekunde.
- Der Führende der Punktewertung trägt das Maglia Rossa. Anhand der Kategorie der jeweiligen Etappe werden die Punkte folgendermaßen vergeben:
  - Etappenankünfte:
    - acht Flachetappen:[6] 50, 40, 34, 28, 25, 22, 20, 18, 16, 14, 12, 10, 8, 7, 6, 5, 4, 3, 2 und einen Punkt für die ersten 20 Fahrer im Ziel
    - vier Mittelgebirgsetappen:[7] 25, 22, 20, 18, 16, 14, 12, 10, 8, 6, 5, 4, 3, 2 und einen Punkt für die ersten 15
    - sechs Hochgebirgsetappen[8] und zwei Einzelzeitfahren:[9] 15, 12, 9, 7, 6, 5, 4, 3, 2 und einen Punkt für die ersten Zehn
    - Mannschaftszeitfahren 1. Etappe: keine Punkte

  - Zwischensprints:
    - Flachetappen:[6] 20, 16, 12, 9, 7, 6, 4, 3, 2 und einen Punkt für die ersten zehn Fahrer an der Sprintwertung
    - Mittelgebirgsetappen:[7] (für die ersten 5 Fahrer): 10, 6, 3, 2 und einen Punkt für die ersten Fünf
    - Hochgebirgsetappen:[8] 8, 4 und einen Punkt für die ersten Drei
- Der Führende der Bergwertung trägt das Maglia Azzurra. Die Vergabe der Punkte richtet sich nach Schwierigkeit des Anstieges in fünf Kategorien:
  - „Cima Coppi“ Passo dello Stelvio: 40, 28, 21, 15, 10, 7, 4, 2 und einen Punkt für die ersten neun Fahrer an der Bergwertung
  - zwölf Berge der ersten Kategorie: 32, 20, 14, 10, 7, 4, 2 und einen Punkt für die ersten Acht
  - acht Berge der zweiten Kategorie: 14, 9, 6, 4, 2 und einen Punkt für die ersten Sechs
  - vier Anstiege der dritten Kategorie: 7, 4, 2, und einen Punkt für die ersten Vier
  - 15 Anstiege der vierten Kategorie: 3, 2 und einen Punkt für die ersten Drei
- Der Führende der Nachwuchswertung trägt das Maglia Bianca. Um das Weiße Trikot des besten Jungprofis kämpfen alle Fahrer, die vor dem 1. Januar 1989 geboren wurden. Die Reihenfolge ergibt sich aus der Platzierung dieser Fahrer in der Gesamtwertung.
- Mannschaftswertungen
  - Die Teamwertung Winning Team ist eine Zeitwertung für die Mannschaften. Für diese Wertung wird die Zeit der besten drei Fahrer eines Teams bei jeder Etappe addiert.
  - Die Teamwertung Super Team ist eine Punktewertung für die Mannschaften. Für diese Wertung erhalten die ersten 20 Fahrer im Ziel und die ersten fünf Fahrer bei den Zwischensprints einer jeden Etappe nach folgendem Schema Punkte:
    - Etappenankunft: 25, 20, 18, 17, 16, 15, 14, 13, 12, 11, 10, 9, 8, 7, 6, 5, 4, 3, 2, 1
    - Zwischensprint: 8, 5, 3, 2, 1.

## Wertungen im Tourverlauf
Die Tabelle zeigt die Führenden der jeweiligen Gesamtwertung nach Abschluss der Etappe an.
| Etappe | Gesamtwertung          | Punktewertung        | Bergwertung              | Nachwuchswertung       | Mannschaftswertungen    | Mannschaftswertungen    |
| Etappe | Gesamtwertung          | Punktewertung        | Bergwertung              | Nachwuchswertung       | Winning Team            | Super Team              |
| ------ | ---------------------- | -------------------- | ------------------------ | ---------------------- | ----------------------- | ----------------------- |
| 01.    | Svein Tuft (OGE)       | nicht vergeben       | nicht vergeben           | Luke Durbridge (OGE)   | Orica GreenEdge         | Orica GreenEdge         |
| 02.    | Michael Matthews (OGE) | Marcel Kittel (GIA)  | Maarten Tjallingii (BEL) | Michael Matthews (OGE) | Orica GreenEdge         | Orica GreenEdge         |
| 03.    | Michael Matthews (OGE) | Marcel Kittel (GIA)  | Maarten Tjallingii (BEL) | Michael Matthews (OGE) | Orica GreenEdge         | Team Sky                |
| 04.    | Michael Matthews (OGE) | Nacer Bouhanni (FDJ) | Maarten Tjallingii (BEL) | Michael Matthews (OGE) | Orica GreenEdge         | Team Giant-Shimano      |
| 05.    | Michael Matthews (OGE) | Elia Viviani (CAN)   | Maarten Tjallingii (BEL) | Michael Matthews (OGE) | Astana Pro Team         | Team Giant-Shimano      |
| 06.    | Michael Matthews (OGE) | Elia Viviani (CAN)   | Michael Matthews (OGE)   | Michael Matthews (OGE) | BMC Racing Team         | Team Giant-Shimano      |
| 07.    | Michael Matthews (OGE) | Nacer Bouhanni (FDJ) | Michael Matthews (OGE)   | Michael Matthews (OGE) | BMC Racing Team         | Team Giant-Shimano      |
| 08.    | Cadel Evans (BMC)      | Nacer Bouhanni (FDJ) | Julián Arredondo (TFR)   | Rafał Majka (TCS)      | BMC Racing Team         | Trek Factory Racing     |
| 09.    | Cadel Evans (BMC)      | Nacer Bouhanni (FDJ) | Julián Arredondo (TFR)   | Rafał Majka (TCS)      | Omega Pharma-Quick Step | Lampre-Merida           |
| 10.    | Cadel Evans (BMC)      | Nacer Bouhanni (FDJ) | Julián Arredondo (TFR)   | Rafał Majka (TCS)      | Omega Pharma-Quick Step | Lampre-Merida           |
| 11.    | Cadel Evans (BMC)      | Nacer Bouhanni (FDJ) | Julián Arredondo (TFR)   | Rafał Majka (TCS)      | Omega Pharma-Quick Step | Lampre-Merida           |
| 12.    | Rigoberto Urán (OPQ)   | Nacer Bouhanni (FDJ) | Julián Arredondo (TFR)   | Rafał Majka (TCS)      | Omega Pharma-Quick Step | Lampre-Merida           |
| 13.    | Rigoberto Urán (OPQ)   | Nacer Bouhanni (FDJ) | Julián Arredondo (TFR)   | Rafał Majka (TCS)      | Omega Pharma-Quick Step | Lampre-Merida           |
| 14.    | Rigoberto Urán (OPQ)   | Nacer Bouhanni (FDJ) | Julián Arredondo (TFR)   | Rafał Majka (TCS)      | Omega Pharma-Quick Step | Lampre-Merida           |
| 15.    | Rigoberto Urán (OPQ)   | Nacer Bouhanni (FDJ) | Julián Arredondo (TFR)   | Rafał Majka (TCS)      | Omega Pharma-Quick Step | Lampre-Merida           |
| 16.    | Nairo Quintana (MOV)   | Nacer Bouhanni (FDJ) | Julián Arredondo (TFR)   | Nairo Quintana (MOV)   | AG2R La Mondiale        | Lampre-Merida           |
| 17.    | Nairo Quintana (MOV)   | Nacer Bouhanni (FDJ) | Julián Arredondo (TFR)   | Nairo Quintana (MOV)   | AG2R La Mondiale        | Omega Pharma-Quick Step |
| 18.    | Nairo Quintana (MOV)   | Nacer Bouhanni (FDJ) | Julián Arredondo (TFR)   | Nairo Quintana (MOV)   | AG2R La Mondiale        | Omega Pharma-Quick Step |
| 19.    | Nairo Quintana (MOV)   | Nacer Bouhanni (FDJ) | Julián Arredondo (TFR)   | Nairo Quintana (MOV)   | AG2R La Mondiale        | Omega Pharma-Quick Step |
| 20.    | Nairo Quintana (MOV)   | Nacer Bouhanni (FDJ) | Julián Arredondo (TFR)   | Nairo Quintana (MOV)   | AG2R La Mondiale        | Omega Pharma-Quick Step |
| 21.    | Nairo Quintana (MOV)   | Nacer Bouhanni (FDJ) | Julián Arredondo (TFR)   | Nairo Quintana (MOV)   | AG2R La Mondiale        | Omega Pharma-Quick Step |
| Sieger | Nairo Quintana (MOV)   | Nacer Bouhanni (FDJ) | Julián Arredondo (TFR)   | Nairo Quintana (MOV)   | AG2R La Mondiale        | Omega Pharma-Quick Step |